# 布魯斯·麥卡比
布魯斯·麥卡比（英語：Bruce Maccabee，1942年5月6日—2024年5月10日）是美國物理學家，曾在美國海軍工作。他還是分析不明飛行物照片的知名專家:188。

## 生平
麥卡比畢業於伍斯特理工學院，並在美國大學獲得物理學博士學位。之後他進入了美國海軍水面作戰中心達爾格倫分部任職。
他在1960年代末期成為全國空中現象調查委員會（NICAP）的會員，直至該組織於1980年解散。1975年他成為MUFON會員。1979年協助成立UFO研究基金。
曾調查過數十起不明飛行物目擊事件，包括肯尼思·阿諾德事件、1976年德黑蘭UFO事件、微風灣事件等等。

## 外部連結
- 官方网站（英文）
- 布魯斯·麥卡比在互联网电影资料库（IMDb）上的資料（英文）